# Tommy Tricker e il francobollo magico
Tommy Tricker e il francobollo magico (Tommy Tricker and the Stamp Traveller) è un film del 1988 diretto da Michael Rubbo.
È il settimo film della serie di avventura-fantasy canadese per bambini Tales for All, creata da Les Productions la Fête.
In Italia è stato presentato al Giffoni Film Festival del 1988 (e successivamente trasmesso dalla Rai) anche con il titolo Tommy Tricker - Viaggiatore nel francobollo, più fedele all'originale.

## Trama
Ralph è un ragazzo insicuro e balbuziente che frequenta le scuole medie, e condivide con alcuni amici la passione per la filatelia. Quando il suo compagno di classe Tommy gli sottrae, con l'inganno, un prezioso esemplare di francobollo di proprietà del padre, Ralph è costretto a coinvolgere sua sorella Nancy e l'amico Albert nel tentativo di recuperarlo. Durante la loro ricerca, si imbattono in una lettera scritta sessant'anni prima da un ragazzo della loro età, in cui è riportata una formula magica che permette di viaggiare per il mondo attraverso i francobolli.
Da questo momento, Ralph si immerge in una complicata avventura, che lo porterà all'inseguimento di Tommy in posti lontani come la Cina e l'Australia. Al termine di quello che si rivelerà essere un vero e proprio percorso di formazione, Ralph imparerà a vincere le proprie insicurezze e a farsi nuovi amici, tra cui lo stesso Tommy.

## Produzione

### Cast
Il cast, composto per lo più da adolescenti alla prima (se non unica) esperienza cinematografica, è formato da Anthony Rogers e Lucas Evans nei panni dei due protagonisti, rispettivamente Tommy il dritto e Ralph, Jill Stanley nel ruolo di Nancy, la sorella di Ralph, Andrew Whitehead, Paul Popowich, Han Yun, Chen Yuen Tao e Catherine Wright. Il padre di Ralph è interpretato da Ron Lea.
Il film è noto per aver contato su una delle prime apparizioni del cantautore statunitense Rufus Wainwright.

### Riprese
Le riprese si sono svolte tra il 14 luglio e il 30 settembre del 1987, e sono state effettuate per lo più in Canada, nella provincia del Québec, e in particolare a Beaconsfield e Pointe Claire. Per le scene a scuola è stata invece utilizzata la Roslyn Elementary School di Westmount.
Le sequenze in Cina sono state girate nella città di Hangzhou, mentre quelle in Australia a Sydney.
Sono presenti anche alcune sequenze animate, realizzate mediante la tecnica del rotoscopio.

## Colonna sonora
Le musiche del film sono state composte da Anna McGarrigle, Jane McGarrigle e Kate McGarrigle.
Tuttavia, i due temi principali sono la canzone di Rufus Wainwright I'm a Runnin (nominata per il Genie Awards per la migliore canzone originale, facendo guadagnare allo stesso Wainwright anche una nomination per il Juno Award, nel 1990, come vocalist maschile più promettente), e Tommy, come back cantata da sua sorella, Martha Wainwright.

## Distribuzione

### Date di uscita
- Australia - 8 dicembre 1988
- Canada - 16 dicembre 1988 e di nuovo il 23 settembre 1989, per il Cinefest Sudbury International Film Festival
- Finlandia - 7 ottobre 1989
- Francia - 24 ottobre 1990

### Titoli internazionali
- Australia: Tommy Tricker and the Stamp Traveller
- Brasile: As Viagens de Tommy Tricker
- Canada (Titolo francese alternativo): L'albuminable homme des timbres
- Finlandia: Postimerkkimatkaajat
- Francia: Les aventuriers du timbre perdu
- Germania Ovest: Tommy Tricker - Die fantastische Reise auf der Briefmarke/Tommy Tricker und die Briefmarkenbande/Die fantastische Reise auf der Briefmarke
- Italia: Tommy Tricker e il francobollo magico/Tommy Tricker - Viaggiatore nel francobollo
- Ungheria: Trükkös Tommy és a bélyegutazás
- Unione Sovietica: Томми-хитрец - путешественник на марке
- Svezia: Tommy Tricker och frimärksresan

## Riconoscimenti
In occasione dell'edizione del 1989 dei Genie Awards, il film ha ricevuto due nominations: una candidatura come miglior sceneggiatura a Michael Rubbo ed una candidatura per la miglior canzone a Rufus Wainwright.
In Italia, in concorso alla diciottesima edizione (1988) del Giffoni Film Festival, si è classificato secondo (con 1.288 voti) alle spalle del film statunitense Bel colpo amico (Big shots) del californiano Robert Mandel (primo con 1.344 voti), aggiudicandosi altresì il Grifone di Bronzo.

## Sequel
Il regista Michael Rubbo ha diretto anche un sequel della pellicola, nel 1994, intitolato Il favoloso viaggio di Tommy (The Return of Tommy Tricker), con un cast completamente differente.
Entrambi i film sono stati riproposti e proiettati, a qualche anno di distanza, durante la 29ª edizione del Giffoni Film Festival, rispettivamente il 12 e 13 luglio 1999.